# Alcatrazz
Gli Alcatrazz sono un gruppo musicale heavy metal statunitense formatosi a Los Angeles nel 1983.

## Storia
Gli Alcatrazz furono fondati dal vocalist britannico Graham Bonnet (ex-membro dei Rainbow e militante per breve periodo nel M.S.G. di Michael Schenker) insieme agli orfani di Vinnie Vincent negli Warrior Gary Shea (basso) e Jimmy Waldo (tastiere) (entrambi ex-New England). A loro si aggiunsero il funambolico chitarrista Yngwie Malmsteen (voluto da Mike Varney) e, infine, il batterista Jan Uvena, proveniente dalla band di Alice Cooper.
No Parole from Rock N' Roll venne pubblicato nello stesso anno di fondazione della band (1983) ed ebbe più fortuna all'estero, soprattutto in Giappone. Visto il successo ottenuto registrarono Live Sentence il 28 gennaio 1984 al Nakano Sun Plaza di Tokyo. Malmsteen abbandonò la band lasciando il posto all'ex chitarrista di Frank Zappa Steve Vai. Intanto siglarono un contratto con la Capitol.
Il secondo album fu intitolato Disturbing the Peace e, dopo che Vai accettò di registrare con David Lee Roth, nel 1986 arrivò, a sua volta, Danny Johnson (ex chitarrista di Rod Stewart) e venne inciso il terzo album, Dangerous Games. La loro attività venne interrotta nel 1987; nell'estate dell'anno successivo, la nuova etichetta britannica Dreamcatcher Records pubblicò la raccolta The Best of Alcatrazz.
Il gruppo si riunì a partire da ottobre 2006 grazie ad un annuncio di Bonnet: i membri erano il bassista Tim Luce, il chitarrista Howie Simon ed il batterista Glen Sobel (in seguito Dave Dzialak prese il suo posto). Fecero un tour in Giappone tra maggio e giugno del 2007 insieme all'altro ex-Rainbow Joe Lynn Turner. Partecipando nel 2008 ad alcuni festival estivi.
A quanto pare, nel 2007, gli altri tre ex-membri degli Alcatrazz (con l'aggiunta del chitarrista Stig Mathisen) ri-formarono una loro versione del gruppo. Nel 2021 la band si è ricostituita, con Doogie White alla voce e Jeff Loomis alla chitarra.

## Formazione

### Ultima
- Doogie White - voce (2021-presente)
- Joe Stump - chitarra (2019-presente)
- Jimmy Waldo - tastiere (1983–1987;2019-presente)
- Gary Shea - basso (1983–1987;2019-presente)
- Mark Benquechea - batteria (2019-presente)

### Ex componenti
- Clive Burr – batteria (1983)
- Yngwie Malmsteen – chitarra (1983-1984)
- Steve Vai – chitarra (1984-1986)
- Jan Uvena – batteria (1983–1987)
- Danny Johnson – chitarra (1986-1987)
- Glen Sobel – batteria (2007-2009)
- Dave Dzialak – batteria (2009-2010)
- Jeff Bowders – batteria (2010-2011)
- Graham Bonnet – voce (1983-1987, 2007-2014, 2019-2021)
- Tim Luce – basso (2007-2014)
- Howie Simon – chitarra (2007-2014)
- Bobby Rock – batteria (2011-2014)
- Steve Mann - chitarra (2019-2021)

## Discografia

### Album in studio
- 1983 - No Parole from Rock N' Roll
- 1985 - Disturbing the Peace
- 1986 - Dangerous Games
- 2020 - Born Innocent
- 2021 - V
- 2023 - Take No Prisoners

### Live
- 1984 - Live Sentence

### Raccolte
- 1998 - The Best of Alcatrazz

### Singoli
- 1984 - Island In The Sun
- 1985 - God Bless Video
- 1986 - It's My Life

## Videografia
- 1984 - Metallic Live '84 [VHS]
- 1985 - Power Live '85 [VHS]